# Переслегино (Псковская область)
Пересле́гино — деревня в Великолукском районе Псковской области России. Административный центр Переслегинской волости.

## География
Расположена на северо-западе района, в 6 км к западу от райцентра Великие Луки.

## Население
| 2001 | 2002  | 2010  | 2021  |
| ---- | ----- | ----- | ----- |
| 1740 | ↘1608 | ↘1517 | ↘1396 |

Переслегино — один из крупнейших населённых пунктов Великолукского района. Численность населения по оценке на начало 2001 года составляла 1740 жителей.
С давних времён деревня славится производством фартуков с традиционным переслегинским орнаментом. Особую популярность фартуки обрели во времена СССР, когда в одном из них эфире государственного телевидения появилась известная ведущая Ангелина Вовк. 
В российские времена новый ажиотаж на самобытную продукцию возник после того, как в переслегинском фартуке появился Роман Вильфанд в эфире центральных телеканалов, рассказывая об изменениях климата.